# Ляхувка (Підляське воєводство)
Ляхувка (пол. Lachówka) — село в Польщі, у гміні Сім'ятичі Сім'ятицького повіту Підляського воєводства.
Населення — 52 особи (2011).
У 1975—1998 роках село належало до Білостоцького воєводства.

## Демографія
Демографічна структура станом на 31 березня 2011 року:
|          | Загалом | Допрацездатний вік | Працездатний вік | Постпрацездатний вік |
| -------- | ------- | ------------------ | ---------------- | -------------------- |
| Чоловіки | 27      | 9                  | 13               | 5                    |
| Жінки    | 25      | 7                  | 7                | 11                   |
| Разом    | 52      | 16                 | 20               | 16                   |